# Izabella Scorupco
Izabella Dorota Scorupco (Białystok, 4 de junho de 1970) é uma atriz e cantora polonesa, mais conhecida por seu papel da bond girl Natalya Simonova em 007 contra Goldeneye. 

## Biografia
Vivendo seus primeiros anos na Polônia, Izabella se mudou para Estocolmo, na Suécia, em 1978, aos 8 anos de idade, com a mãe, após o divórcio dos pais. No país nórdico ela estudou sueco, inglês, e aperfeiçoou seu polonês natal. Também estudou interpretação e canto, estrelando aos 18 anos o filme Ingen kan älska som vi (Não Existe Amor Como o Nosso), com o qual se tornou um ídolo dos adolescentes do país.
Depois ela começou uma importante carreira como modelo, viajando pela Europa, fazendo desfiles e comerciais de televisão. Em seu tempo vago, cantava com amigos músicos e acabou gravando um disco em 1989, em que a canção "Substitute" recebeu o disco de ouro na Suécia, além do próprio álbum, IZA. Em 1994, logo após encerrar as filmagens de um drama medieval, Izabella mudou-se para os Estados Unidos, depois que  o namorado, um jogador profissional de hóquei, Mariusz Czerskawski, foi contratado pela National Hockey League. Os dois tiveram uma filha em 1998.
Um ano depois, ela estreou no cinema internacional como a principal bond girl de 007 contra Goldeneye. Com a fama, Izabella voltou à Polônia para filmar uma superprodução de época, Ogniem I Mieczem (Com Fogo e Espada), baseada numa história do Prêmio Nobel de Literatura de 1905 Henryk Sienkiewicz, e que até hoje é o mais caro filme já produzido no país.
Seu casamento com Czerskawski terminou em 2000 e ela foi para a Nova Zelândia filmar Limite Vertical, com o diretor de Goldeneye, Martin Campbell. Seu filme mais conhecido feito depois deste foi Reino de Fogo com Christian Bale e Matthew McConaughey (2002).
Na televisão norte-americana, Izabella chegou a trabalhar no papel de uma espiã num episódio da série de tv Alias, estrelada por Jennifer Garner.